# Mlaștina Nyirkert
Mlaștina Nyirkert este o arie protejată de interes național ce corespunde categoriei a IV-a IUCN (rezervație naturală de tip floristic și faunistic), situată în județul Harghita, pe teritoriul administrativ al comunei Tușnad.

## Localizare
Aria naturală se află în partea nordică a Depresiunii Ciucului și cea sud-estică a județului Harghita, în sud-vestul satului Tușnad, aproape de drumul național DN12 care leagă orașul Gheorghieni de municipiul Sfântu Gheorghe.

## Descriere

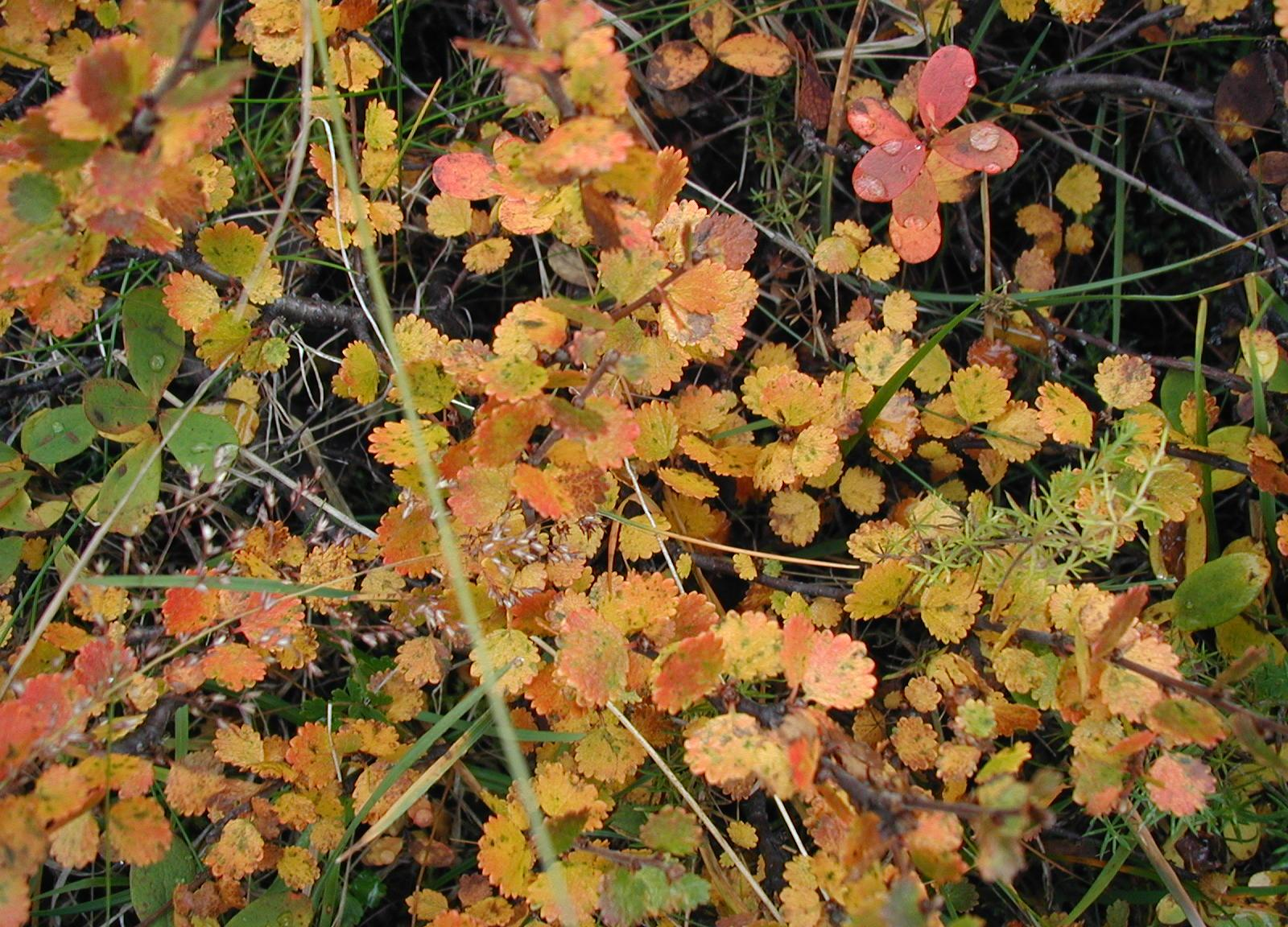
Mesteacăn pitic (Betula nana)

Rezervația naturală inclusă în situl Natura 2000 - Depresiunea și Munții Ciucului, a fost declarată arie protejată prin Legea Nr. 5 din 6 martie 2000 publicată în Monitorul Oficial al României Nr. 152 din 12 aprilie 2000 (privind aprobarea planului de amenajare a teritoriului național - Secțiunea a III-a -  arii protejate) și se întinde pe o suprafață de 4 de hectare.
Rezervația naturală aflată pe malul stâng al Oltului  reprezintă o zonă umedă (mlaștini, pajiști și fânețe) ce adăpostește o gamă floristică variată, constituită din specii  de ierburi și arbusti, printre care: mesteacăn pitic (Betula nana), ferigă de mlaștină (Dryopteris cristata) sau trifoi de baltă (Menyanthes trifoliata).